# Сихеюань

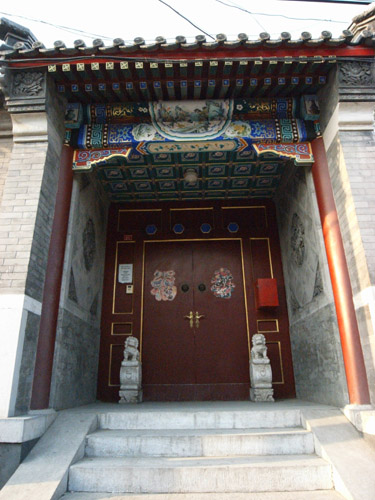
Сихеюань

Сихеюань (кит.: 四合院) — традиційний китайський будинок. Си (四) перекладається як «чотири», тобто чотири будинки, хе (合) — поєднання, союз, юань (院) — двір. За принципом сихеюань будувалися не лише китайські будинки, але також монастирі, імператорські палаци, установи.

## Історія
Згідно з археологічними даними, перші будинки сихеюань з'явилися ще в епоху Західна Чжоу. В давнину увесь будинок сихеюань займала одна велика родина, що складається з декількох поколінь. Він символізував її багатство і процвітання. У сім'ях простіше кожна будівля в сихеюань складалося з однієї кімнати. У багатій родині в кожному будинку могло бути кілька кімнат. Це відбилося і в мові: слово 房子 фан-цзи означає як будинок, так і кімнату.
Конфуціанські норми чітко вказували, де повинен проживати той чи інший член родини. У великому будинку для сім'ї з декількох поколінь, в центральній частині головного будинку жив старший голова родини, в правій частині головного будинку (східній) — дружина господаря будинку, в лівій (західній) — наложниці. Східний флігель займав старший син та його дружини, західний флігель — молодший син зі своєю родиною. Якщо в родині був дорослий онук, то він жив в будинку навпроти головного (південному). Неодружені дочки, яким правила пристойності забороняли спілкуватися зі сторонніми, жили в задньому будинку.
Після утворення КНР численні будинки сихеюань перетворилися на так звані («двір з великою скупченістю» 大杂院) або нетрі сихеюань (на кшталт радянських комуналок), в яких проживає декілька родин, по одній в кожній хаті-кімнаті. Для збільшення життєвого простору щільно забудовуються дворики. Серйозна проблема старих сихеюань полягає в тому, що як правило в них відсутні сучасні побутові зручності, в тому числі і туалети. Проте, жителі не поспішають покидати свої тісні житла. В таких будинках живуть протягом багатьох поколінь. Між сусідами встановлюються тісні, майже родинні стосунки.
На початку 1970-х років науковцями в пекінському хутуні Хоуінфан (后英房胡同) були виявлені руїни старовинного будинку сихеюань епохи Юань.
Коли почався бурхливий економічний ріст в Китаї в 1990-х роках, це призвело до ще більшої скупченості населення в районах традиційної забудови. У багатьох містах муніципальні власті ухвалили рішення щодо знесення старих кварталів та будівництва на їхньому місці сучасних багатоповерхових будинків.
За даними Програми ООН по населених пунктах на 2008 рік, в Пекіні налічувалося близько 400000 традиційних будинків сихеюань. Серед них близько 500 мають історичне і культурне значення. Більшість з них були побудовані в епоху Цін.
Деякі сихеюані натепер займають музеї і меморіальні будинки, зокрема ті, де жили письменник Лу Сінь, драматург й прозаїк Лао Ше, письменник і перший президент Китайської Академії наук Го Можо, китайський письменник, історик та громадський діяч Мао Дунь, китайський актор Пекінської опери Мей Ланьфан і багато інших.
Останнім часом китайські будинки, де дозволяє площа вільної землі, знову стали будувати в традиціях сихеюань. Втім з'явилися нові будівельні матеріали, забезпечені усі побутові зручності. В рамках програми екологічної модернізації такі будинки нерідко обладнують сонячними батареями.

## Спорудження
Обов'язково будувався відповідно до принципів китайської геомантії (фен-шуй). Жоден елемент в ньому не був випадковим. Все мало свої значення в відповідністю з вченням про п'ять елементів, гармонізуючи навколишній простір і життя людини. Правильно побудований будинок сприяв успіху й довголіттю свого господаря і членів його родини.

## Опис

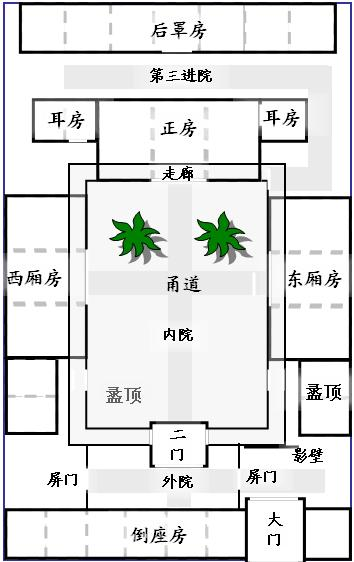
План сихеюань

Будинки сихеюань Пекіна вважаються класичним зразком. В інших районах Китаю в залежності від кліматичних умов, доступного будівельного матеріалу, місцевих традицій існували свої типи будинків, як правило, варіації сихеюань.
У найпростішому варіанті сихеюань є чотирикутним двором, що орієнтовано боками світу, по периметру якого побудовано 4 одноповерхові будівлі із зверненими всередину вікнами. Залежно від розмірів родини та її добробуту існували численні варіації зі збереженням загальної структури.
У багатих будинках, палацах або монастирях могло бути декілька дворів, пов'язаних один з одним різноманітними проходами і переходами. Як правило, нові двори, якщо дозволяла вільна земля, пристроювалися із західного та східного боку. Двори в монастирях зазвичай були витягнуті по лінії північ-південь.
Зовнішні стіни традиційних китайських будинків мають маленькі вікна або не мають їх зовсім. Ззовні помітно лише стіни з ошатними воротами у двір. Вхід в сихеюань зазвичай розташовується в південно-східній стороні будівлі, що вважається сприятливим знаком. Він називається дамень (大门) — великі, або головні ворота. Інша їх назва — чжаймень (宅门), тобто ворота в резиденцію. У палацах князів вони складалися з п'яти отворів, з яких відкривалися троє центральних. Часто перед головними воротами встановлювали фігури левів або їх подібність, що виконували функції охоронців.
Близько багатих будинків ставили спеціальні тумби, щоб було зручно сідати в сідло. Крім того, над дверима писали гарні побажання: ієрогліфи «довголіття», «щастя», «виконання бажань» і таке ін.
Головні ворота ведуть в невеликий квадратний дворик, який, в свою чергу, веде до вузького зовнішній двір вайюань (外院) . По центру північної стіни розташовуються ошатно прикрашені другі ворота ермень (二门), пройшовши через які можна потрапити ло внутрішнього двору нейюань (内院). У невеликих садибах зовнішній двір міг бути відсутнім, головні ворота відразу вели через невеликий дворик до внутрішнього двору.
За другими воротами знаходиться екран інбі (影壁) — дослівно «стіна відображень», або «стіна тіней». Він захищає житло від сторонніх поглядів й злих духів. Майже усі ворота та проходи влаштовані таким чином, що людина практично ніколи не бачить анфіладу приміщень, погляд постійно впирається в стіну або екран, весь час потрібно повертати. Завдяки цьому навіть на дуже невеликій території створюється ілюзія великого наповненого простору.
Навпроти входу, з північного боку садиби розташовується головний будинок — чженфан (正房), призначений для проживання голови родини з дружиною і, якщо є, наложницями. Якщо сім'я була заможною, то головний будинок міг складатися з трьох, п'яти і навіть семи кімнат. В такому випадку, в центральній кімнаті, яка називалася тан'у (堂屋) або чжунтан (中堂), влаштовували вівтар для поклоніння предкам. Тут же збиралася уся родина, приймали почесних гостей. У невеликих будинках з двох сторін від головної зали зазвичай знаходяться спальня і кабінет.
Головний будинок зазвичай найбільший в садибі. Завдяки тому, що вікна головного будинку виходять на південь, він отримує найбільше тепла та світла. Особливо це важливо взимку.
У Пекіні з північного боку головного будинку могла бути прибудована ще одна кімната. Така прибудова називається лаоху вейба («хвіст тигра» 老虎 尾巴). Із західного і східного боків головного будинку часто пристроювалися флігелі, які називаються ерфан («кімнати-вуха» 耳房), оскільки нагадують вуха на голові людини. Іноді позаду, якщо дозволяли розміри ділянки, розбивали невеликий сад.
Будинки з західної та східної сторони називаються сянфан (флігелі 廂房). Вони отримують менше сонячного світла, ніж головний будинок. Тут жили молодші члени родини та інші родичі. До них також могли прилаштовуватися «кімнати-вуха».
Будинок з південного боку називається даоцзофан («кімната навпроти сидіння» 倒座房), в якому згідно з традицією, господар сидів з зверненим на південь обличчям. Оскільки вікна в ньому дивляться на північ, він отримує мінімальну кількість сонячного світла. Там приймали відвідувачів, їли, вчилися. Там само могли перебувати приміщення для слуг.
Позаду головної будівлі нерідко будували задній будинок — хоучжаофан (后罩房). Як правило, він нижче головного будинку, але зустрічаються варіанти двоповерхових будівель. Там жили неодружені доньки і служниці.
Будинки зазвичай з'єднуються галереями (廊 лан), які виконують не лише декоративні, але і утилітарні функції, захищаючи стіни будинку та його мешканців від сонця і дощу. У темний час доби в них запалювали лампи, які відкидали світло в сад. Між галереєю й стіною в кутах будинку часто влаштовували мініатюрні сади з камінням і бамбуком.
У садибі могли знаходитися інші флігелі, які називалися цюньфан (群房). Зазвичай вони будувалися з західного або східного боку сихеюань. Там розташовувалися кухні, а також жили слуги.
У дворах будинку сихеюань влаштовувалися невеликі сади. Самим ошатним був внутрішній двір перед головним будинком, де намагалися хоча б в мініатюрі відтворити всі необхідні елементи китайського саду: кам'яну гірку або окреме каміння химерної форми, водойму, карликові дерева, квіти. Часто ставили кам'яні басейни, в яких плавали золоті рибки. Якщо дозволяло простір, то всередині могли ще побудувати галереї, що розділяли простір. Сад всередині будинку-сихеюань перетворювався на вітальню або кілька кімнат просто неба, де всі члени родини збиралися разом у вільний час. А кімнати, в свою чергу, відкривалися назустріч саду, будучи його продовженням.

## Значення
Структура сихеюань виконувала важливі захисні функції. Життя родини відбувалася всередині замкнутого простору, прихована від сторонніх очей. Північні і західні стіни, як правило, були глухими і вище, захищаючи будинок від холодних вітрів й пилових бур, особливо частих на півночі країни.
Загнуті догори карнизи відводили дощову воду від фундаменту, хоча вважалося, що вони, в першу чергу, не дають потрапити в будинок злим духам, відкидаючи їх подалі, немов по трампліну. Товсті криті черепицею дахи зберігали тепло взимку та забезпечували прохолоду влітку.
У різних провінціях Китаю сихеюань мали свої особливості. Так, в північно-західних провінціях (Ганьсу або Цінхай) стіни будували набагато вище, ніж у Пекіні, а будинки сильніше витягнуті по лінії північ-південь, щоб захистити житлові приміщення від холодних вітрів і пилових бур, що приходять з пустель на північному заході. У провінції Сичуань і південніше, навпаки, будинки сильніше витягнуті зі сходу на захід, щоб яскраве сонце не так сильно прогрівало двір. На північному сході Китаю, де багато землі і досить холодний клімат, внутрішні двори великі, щоб отримати більше сонячного світла.
Багато будинків сихеюань знаходяться в центральних історичних районах міста. Це дозволяє легко відкрити свою власну справу і отримати дохід. Часто такі садиби переробляють під готелі та ресторани, або просто здають кімнати в оренду.

## Вартість
Сихеюань на ринку нерухомості коштують дуже дорого. Ціни починаються приблизно від 7.000 юанів за 1 м2. У районах Дунчен і Сичен ціни починаються від 40.000 юанів за квадратний метр, а в Шичахай можуть досягати 100.000-150.000 юанів за квадратний метр. Так, наприклад, в 2005 році сихеюань площею 2000 метрів в Шичахай було продано за 6 млн доларів.